# Sejmik Województwa Kujawsko-Pomorskiego

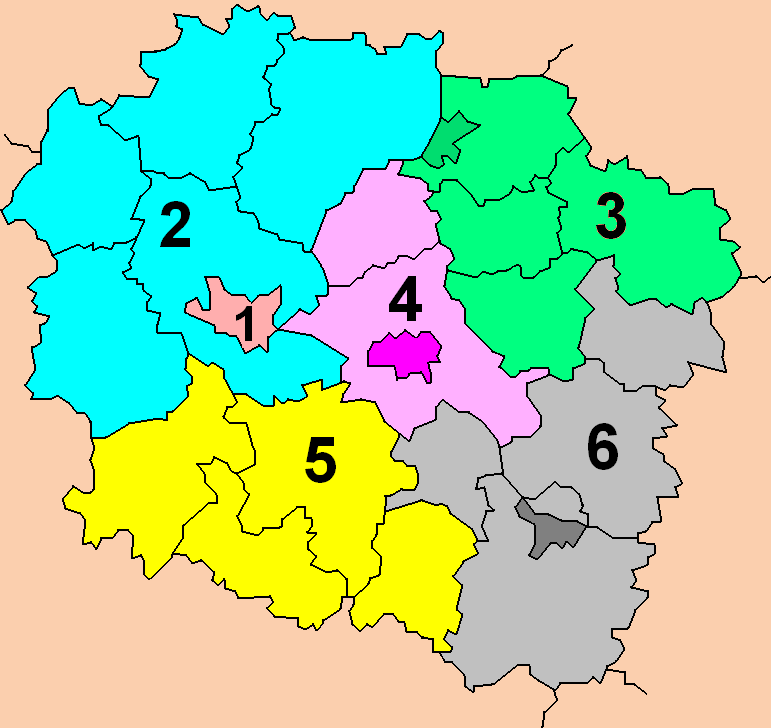
Okręgi wyborcze w wyborach do Sejmiku Województwa Kujawsko-Pomorskiego z 2014 roku

Sejmik Województwa Kujawsko-Pomorskiego – organ stanowiący i kontrolny samorządu województwa kujawsko-pomorskiego. Istnieje od 1998 roku. Obecna, VII kadencja Sejmiku, trwa w latach 2024–2029.
Sejmik Województwa Kujawsko-Pomorskiego składa się z 30 radnych, wybieranych w województwie kujawsko-pomorskim w wyborach bezpośrednich na kadencje trwające 5 lat (w latach 1998–2018 sejmik składał się z 33 radnych, których kadencja trwała 4 lata).
Siedzibą sejmiku województwa jest Toruń.
Przewodniczącą Sejmiku Województwa Kujawsko-Pomorskiego jest Elżbieta Piniewska, a marszałkiem województwa kujawsko-pomorskiego Piotr Całbecki.

## Wybory do Sejmiku
Radni do Sejmiku Województwa Kujawsko-Pomorskiego są wybierani w wyborach co 5 lat (do 2018 co 4) w sześciu okręgach wyborczych, które nie mają swoich oficjalnych nazw. Zasady i tryb przeprowadzenia wyborów określa odrębna ustawa. Skrócenie kadencji sejmiku może nastąpić w drodze referendum wojewódzkiego.
| Okręg | Liczba radnych | Miasta na prawach powiatu | Powiaty                                                          |
| ----- | -------------- | ------------------------- | ---------------------------------------------------------------- |
| 1     | 5              | Bydgoszcz                 | brak                                                             |
| 2     | 5              | brak                      | bydgoski, sępoleński, świecki, tucholski                         |
| 3     | 5              | Grudziądz                 | brodnicki, golubsko-dobrzyński, grudziądzki, rypiński, wąbrzeski |
| 4     | 5              | Toruń                     | chełmiński, toruński                                             |
| 5     | 5              | brak                      | inowrocławski, mogileński, nakielski, żniński                    |
| 6     | 5              | Włocławek                 | aleksandrowski, lipnowski, radziejowski, włocławski              |

## Organizacja Sejmiku
Sejmik tworzy 33 radnych, wybierających spośród siebie przewodniczącego i 3 wiceprzewodniczących. Radni pracują w tematycznych komisjach stałych i doraźnych. Komisje stałe:
Komisja Budżetu i Finansów
Komisja Edukacji, Nauki, Sportu i Turystyki
Komisja Kultury i Dziedzictwa Narodowego
Komisja Ochrony Środowiska, Gospodarki Wodnej i Poszanowania Energii
Komisja Polityki Regionalnej, Rozwoju Województwa i Infrastruktury
Komisja Pracy, Pomocy Społecznej i Bezpieczeństwa
Komisja Promocji i Ochrony Zdrowia
Komisja Rewizyjna
Komisja Rolnictwa i Rozwoju Wsi
Komisja Współpracy Międzynarodowej i Promocji Województwa

## Radni Sejmiku (stany na koniec kadencji)

### I kadencja (1998–2002)
SLD: 26 
     PS: 5 
     UW: 4 
     AWS: 15 
Przewodniczący:
- Lucyna Andrysiak

Lista radnych
Waldemar Achramowicz (Sojusz Lewicy Demokratycznej), Jan Adamiak (Platforma Obywatelska), Lucyna Andrysiak (SLD), Jan Krzysztof Ardanowski (Kujawsko-Pomorskie Porozumienie Samorządowe „Wspólnota”, Prawo i Sprawiedliwość), Grzegorz Borek (niezależny, poprzednio Akcja Wyborcza Solidarność), Stefan Borkowicz (SLD), Ryszard Borowski (KPPS „Wspólnota”, PiS), Anna Brzoza (SLD), Włodzimierz Buczkowski (SLD), Jan Budny (SLD), Robert Cieśliński (SLD), Marek Domżała (Polskie Stronnictwo Ludowe), Alicja Dolecka (SLD), Krystyna Dowgiałło (PO), Bernard Gajewski (SLD), Andrzej Grabek (SLD), Franciszek Hylla (SLD), Andrzej Jedynak (KPPS „Wspólnota”), Janusz Kaczmarek (PO), Roman Kannenberg (SLD), Jerzy Kolanowski (PO), Bartłomiej Kołodziej (KPPS „Wspólnota”, Ruch Społeczny), Mirosław Krajewski (SLD), Alina Krupińska (SLD), Zbigniew Krzywy (SLD), Władysław Kubiak (SLD), Maria Kurnatowska (PSL), Marianna Kurowska (PSL), Zygmunt Kwiatkowski (PSL), Robert Malinowski (KPPS „Wspólnota”, PiS), Beata Marczewska (SLD), Jacek Mazur (KPPS „Wspólnota”), Jan Mazur (SLD), Stanisław Milczarek (SLD), Mieczysław Naparty (KPPS „Wspólnota”, Unia Wolności), Stanisław Nowakowski (PSL), Wincenty Olszewski (SLD), Janusz Ostapiuk (SLD), Maria Pruszynowska (SLD), Tadeusz Raczyński (SLD), Tadeusz Rokoszewski (SLD), Henryk Sapalski (KPPS „Wspólnota”, RS), Adam Skowroński (KPPS „Wspólnota”), Roman Tasarz (prawdopodobnie niezależny, ew. UW lub PO), Antoni Tokarczuk (Stronnictwo Konserwatywno-Ludowe – Ruch Nowej Polski), Leszek Walczak (KPPS „Wspólnota”), Andrzej Wybrański (KPPS „Wspólnota”, PiS), Zdzisław Wycinek (KPPS „Wspólnota”, PiS), Jerzy Zawadzki (SLD), Ryszard Zawiszewski (SLD)

### II kadencja (2002–2006)
SLD-UP: 13 
     Samoobrona: 8 
     PSL: 3 
     POPiS: 3 
     LPR: 6 
Prezydium
- Przewodniczący: Lucyna Andrysiak
  - Wiceprzewodniczący: Zygmunt Kwiatkowski
  - Wiceprzewodniczący: Marek Wiśniewski

Kluby radnych
- Sojusz Lewicy Demokratycznej – 13 radnych:
  - Waldemar Achramowicz, Lucyna Andrysiak, Stefan Borkowicz, Władysław Kubiak, Teresa Kucharska, Dariusz Łyjak, Jerzy Ortmann (Socjaldemokracja Polska), Stanisław Pawlak, Roman Pawłowski, Jan Szopiński, Bolesław Szulc, Jerzy Zawadzki, Ryszard Zawiszewski
- Ruch Samorządowy – 4 radnych:
  - Maciej Eckardt, Stanisława Kufel, Kamil Matuszewski, Lech Zdrojewski
- Samoobrona Rzeczpospolitej Polskiej – 3 radnych:
  - Piotr Ostrowski, Wojciech Szczupakowski, Roman Trybuła
- Polskie Stronnictwo Ludowe – 3 radnych:
  - Marek Domżała, Maria Kurnatowska, Zygmunt Kwiatkowski
- Platforma Obywatelska – 3 radnych:
  - Krzysztof Brejza, Marek Bruzdowicz, Piotr Całbecki
- Prawo i Sprawiedliwość – 3 radnych:
  - Marek Kalinowski, Maciej Mojzesowicz, Regina Ostrowska
- Niezrzeszeni – 4 radnych:
  - Liga Polskich Rodzin – Andrzej Dorszewski, Tadeusz Zaparuszewski
  - Teresa Marmucka-Lalka (niezależna, poprzednio Samoobrona RP)
  - Marek Wiśniewski (Lewica i Demokraci)

### III kadencja (2006–2010)
LiD: 6 
     Samoobrona: 4 
     PSL: 4 
     PO: 11 
     PiS: 8 
Prezydium
- Przewodniczący: Krzysztof Gustaw Sikora
  - Wiceprzewodniczący: Ryszard Bober
  - Wiceprzewodniczący: Grzegorz Schreiber

Kluby radnych
- Platforma Obywatelska – 12 radnych:
  - Marek Bruzdowicz, Piotr Całbecki, Stanisław Drozdowski, Włodzisław Giziński, Ryszard Grobelski, Leszek Kawski, Paweł Kiszka, Andrzej Kobiak, Sławomir Kopyść, Iwona Kozłowska, Leszek Pluciński, Krzysztof Gustaw Sikora
- Prawo i Sprawiedliwość – 7 radnych:
  - Adam Banaszak, Paweł Jankiewicz, Wojciech Jaranowski, Regina Ostrowska, Józef Rogacki, Grzegorz Schreiber, Lech Zdrojewski
- Lewica i Demokraci – 5 radnych:
  - Sojusz Lewicy Demokratycznej – Waldemar Achramowicz, Lucyna Andrysiak, Stanisław Pawlak, Jan Szopiński
  - Socjaldemokracja Polska – Bogdan Lewandowski
- Polskie Stronnictwo Ludowe – 4 radnych:
  - Ryszard Bober, Marek Kazimierski, Silvana Oczkowska, Paweł Zgórzyński
- Kujawsko-Pomorskie Porozumienie Samorządowe – 4 radnych:
  - Marian Gołębiewski, Adam Kroll, Bartosz Nowacki, Piotr Wolski
- Niezrzeszeni – 1 radny:
  - Aleksander Kmiećkowiak (Partia Demokratyczna)

### IV kadencja (2010–2014)
SLD: 6 
     PSL: 5 
     PO: 16 
     PiS: 6 
Prezydium
- Przewodniczący: Dorota Jakuta
  - Wiceprzewodniczący: Adam Banaszak
  - Wiceprzewodniczący: Ryszard Bober
  - Wiceprzewodniczący: Krystian Łuczak

Kluby radnych
- Platforma Obywatelska – 16 radnych:
  - Piotr Całbecki, Grzegorz Gaca, Jacek Gajewski, Ryszard Grobelski, Edward Hartwich, Dorota Jakuta, Barbara Kania, Paweł Knapik, Sławomir Kopyść, Janusz Niedźwiecki, Marek Nowak, Elżbieta Piniewska, Leszek Pluciński, Zbigniew Socha, Maciej Świątkowski, Mariusz Trąbczyński
- Prawo i Sprawiedliwość – 6 radnych:
  - Adam Banaszak, Wojciech Jaranowski, Przemysław Przybylski, Józef Rogacki, Marek Witkowski, Wiesław Żurawski
- Sojusz Lewicy Demokratycznej – 6 radnych:
  - Lucyna Andrysiak, Elżbieta Krzyżanowska, Ewa Łapińska, Krystian Łuczak, Stanisław Pawlak, Jan Wadoń
- Polskie Stronnictwo Ludowe – 4 radnych:
  - Ryszard Bober, Dariusz Kurzawa, Tadeusz Zaborowski, Paweł Zgórzyński
- Niezrzeszeni – 1 radna:
  - Silvana Oczkowska (PiS)

### V kadencja (2014–2018)
SLD Lewica Razem: 2 
     PO: 14 
     PSL: 10 
     PiS: 7 
Prezydium
- Przewodniczący: Ryszard Bober
  - Wiceprzewodniczący: Adam Banaszak
  - Wiceprzewodniczący: Jarosław Katulski
  - Wiceprzewodniczący: Marek Nowak

Kluby radnych
- Platforma Obywatelska – 14 radnych:
  - Piotr Całbecki, Jacek Gajewski, Dorota Jakuta, Anna Janosz, Jarosław Katulski, Paweł Knapik, Sławomir Kopyść, Jacek Kuźniewicz, Katarzyna Lubańska, Marek Nowak, Elżbieta Piniewska, Leszek Pluciński, Waldemar Przybyszewski, Maciej Świątkowski
- Polskie Stronnictwo Ludowe – 10 radnych:
  - Ryszard Bober, Marek Domżała, Ryszard Kierzek, Agnieszka Kłopotek, Dariusz Kurzawa, Piotr Kwiatkowski, Eligiusz Patalas, Piotr Pręgowski, Tadeusz Zaborowski, Paweł Zgórzyński
- Prawo i Sprawiedliwość – 7 radnych:
  - Adam Banaszak (Porozumienie), Marek Hildebrandt (Porozumienie), Wojciech Jaranowski, Michał Krzemkowski, Przemysław Przybylski, Andrzej Walkowiak (Porozumienie), Marek Witkowski
- Niezrzeszeni – 2 radnych:
  - Roman Jasiakiewicz (Koalicja Obywatelska)
  - Stanisław Pawlak (Sojusz Lewicy Demokratycznej)

### VI kadencja (2018–2024)
SLD Lewica Razem: 1 
     KO: 14 
     PSL: 4 
     PiS: 11 
Prezydium
- Przewodniczący: Elżbieta Piniewska
  - Wiceprzewodniczący: Wojciech Jaranowski
  - Wiceprzewodniczący: Katarzyna Lubańska
  - Wiceprzewodniczący: Paweł Zgórzyński

Kluby radnych
- Koalicja Obywatelska – 15 radnych:
  - Platforma Obywatelska – Piotr Całbecki, Michał Czepek, Jacek Gajewski, Jarosław Katulski, Sławomir Kopyść, Katarzyna Lubańska, Robert Malinowski, Zbigniew Ostrowski, Elżbieta Piniewska, Leszek Pluciński, Tadeusz Pogoda, Wojciech Szczęsny
  - Nowa Lewica – Stanisław Pawlak
  - Jacek Chmarzyński, Roman Jasiakiewicz
- Prawo i Sprawiedliwość – 8 radnych:
  - Konstanty Dombrowicz, Jerzy Gawęda, Marek Hildebrandt (Polska Jest Jedna), Wojciech Jaranowski, Michał Krzemkowski, Przemysław Przybylski, Rafał Sobolewski (OdNowa RP), Marek Witkowski
- Polskie Stronnictwo Ludowe – 4 radnych:
  - Marek Domżała, Aneta Jędrzejewska, Ewa Mes, Paweł Zgórzyński
- Niezrzeszeni – 2 radnych:
  - Adam Banaszak (niezależny, poprzednio Porozumienie)
  - Małgorzata Taranowicz (niezależna, poprzednio PiS)

### VII kadencja (2024–2029)
KO: 14 
     TD: 5 
     PiS: 11 
Prezydium
- Przewodniczący: Elżbieta Piniewska
  - Wiceprzewodniczący: Katarzyna Lubańska
  - Wiceprzewodniczący: Józef Ramlau
  - Wiceprzewodniczący: Przemysław Sznajdrowski

Kluby radnych
- Koalicja Obywatelska – 14 radnych:
  - Platforma Obywatelska – Piotr Całbecki, Michał Czepek, Jacek Gajewski, Jarosław Katulski, Sławomir Kopyść, Łukasz Krupa, Katarzyna Lubańska, Robert Malinowski, Zbigniew Ostrowski, Elżbieta Piniewska, Leszek Pluciński, Tadeusz Pogoda, Wojciech Szczęsny
  - Inicjatywa Polska – Anna Niewiadomska
- Prawo i Sprawiedliwość – 11 radnych:
  - Marek Gralik, Wojciech Jaranowski, Marcel Kałużny, Radosław Kempinski, Ewa Kozanecka, Józef Łyczak, Anna Maćkowska, Przemysław Przybylski, Józef Ramlau, Jarosław Wenderlich, Marek Witkowski
- Trzecia Droga Polskie Stronnictwo Ludowe – Polska 2050 – 5 radnych:
  - PSL – Aneta Jędrzejewska, Dariusz Kurzawa, Paweł Zgórzyński
  - Polska 2050 – Przemysław Sznajdrowski, Przemysław Ziemiecki

## Oficjalne wyniki wyborów do Sejmiku

### 1998[16]
|  | Komitet wyborczy             | Mandaty |
|  | ---------------------------- | ------- |
|  | Sojusz Lewicy Demokratycznej | 26      |
|  | Akcja Wyborcza Solidarność   | 15      |
|  | Przymierze Społeczne         | 5       |
|  | Unia Wolności                | 4       |
|  | Razem                        | 50      |

### 2002[17]
|  | Komitet wyborczy                               | Mandaty |
|  | ---------------------------------------------- | ------- |
|  | Sojusz Lewicy Demokratycznej – Unia Pracy      | 13      |
|  | Samoobrona Rzeczpospolitej Polskiej            | 8       |
|  | Liga Polskich Rodzin                           | 6       |
|  | Platforma Obywatelska – Prawo i Sprawiedliwość | 3       |
|  | Polskie Stronnictwo Ludowe                     | 3       |
|  | Razem                                          | 33      |

### 2006[18]
|  | Komitet wyborczy                    | Mandaty |
|  | ----------------------------------- | ------- |
|  | Platforma Obywatelska               | 11      |
|  | Prawo i Sprawiedliwość              | 8       |
|  | Lewica i Demokraci                  | 6       |
|  | Polskie Stronnictwo Ludowe          | 4       |
|  | Samoobrona Rzeczpospolitej Polskiej | 4       |
|  | Razem                               | 33      |

### 2010[19]
|  | Komitet wyborczy             | Mandaty |
|  | ---------------------------- | ------- |
|  | Platforma Obywatelska        | 16      |
|  | Prawo i Sprawiedliwość       | 6       |
|  | Sojusz Lewicy Demokratycznej | 6       |
|  | Polskie Stronnictwo Ludowe   | 5       |
|  | Razem                        | 33      |

### 2014[20]
|  | Komitet wyborczy           | Mandaty |
|  | -------------------------- | ------- |
|  | Platforma Obywatelska      | 14      |
|  | Polskie Stronnictwo Ludowe | 10      |
|  | Prawo i Sprawiedliwość     | 7       |
|  | SLD Lewica Razem           | 2       |
|  | Razem                      | 33      |

### 2018[21]
|  | Komitet wyborczy           | Mandaty |
|  | -------------------------- | ------- |
|  | Koalicja Obywatelska       | 14      |
|  | Prawo i Sprawiedliwość     | 11      |
|  | Polskie Stronnictwo Ludowe | 4       |
|  | SLD Lewica Razem           | 1       |
|  | Razem                      | 30      |

### 2024[22]
|  | Komitet wyborczy       | Mandaty |
|  | ---------------------- | ------- |
|  | Koalicja Obywatelska   | 14      |
|  | Prawo i Sprawiedliwość | 11      |
|  | Trzecia Droga          | 5       |
|  | Razem                  | 30      |